# Blood Red Shoes
Die Blood Red Shoes sind eine Rockband aus Brighton, England.

## Geschichte
Die Band besteht aus Laura-Mary Carter aus London und Steven Ansell aus Sussex. Sie wurde 2005 gegründet, nachdem sich ihre ehemaligen Bands Lady Muck bzw. Cat On Form auflösten. Nach über 300 Liveauftritten wurden sie im April 2007 beim Major-Label V2 unter Vertrag genommen. Im Laufe des Jahres folgten Auftritte u. a. bei Festivals wie Reading oder T in the Park. Diese und zahlreiche andere Auftritte, wie z. B. die Teilnahme an der NME New Music Tour, trugen zur Bekanntheitssteigerung der Band bei.
Das erste Album der Band Box of Secrets wurde am 14. April 2008 beim Major-Label Universal veröffentlicht.
Am 3. März 2014 erschien ihr viertes Album Blood Red Shoes, welches die Band 2013 in Berlin aufnahm.

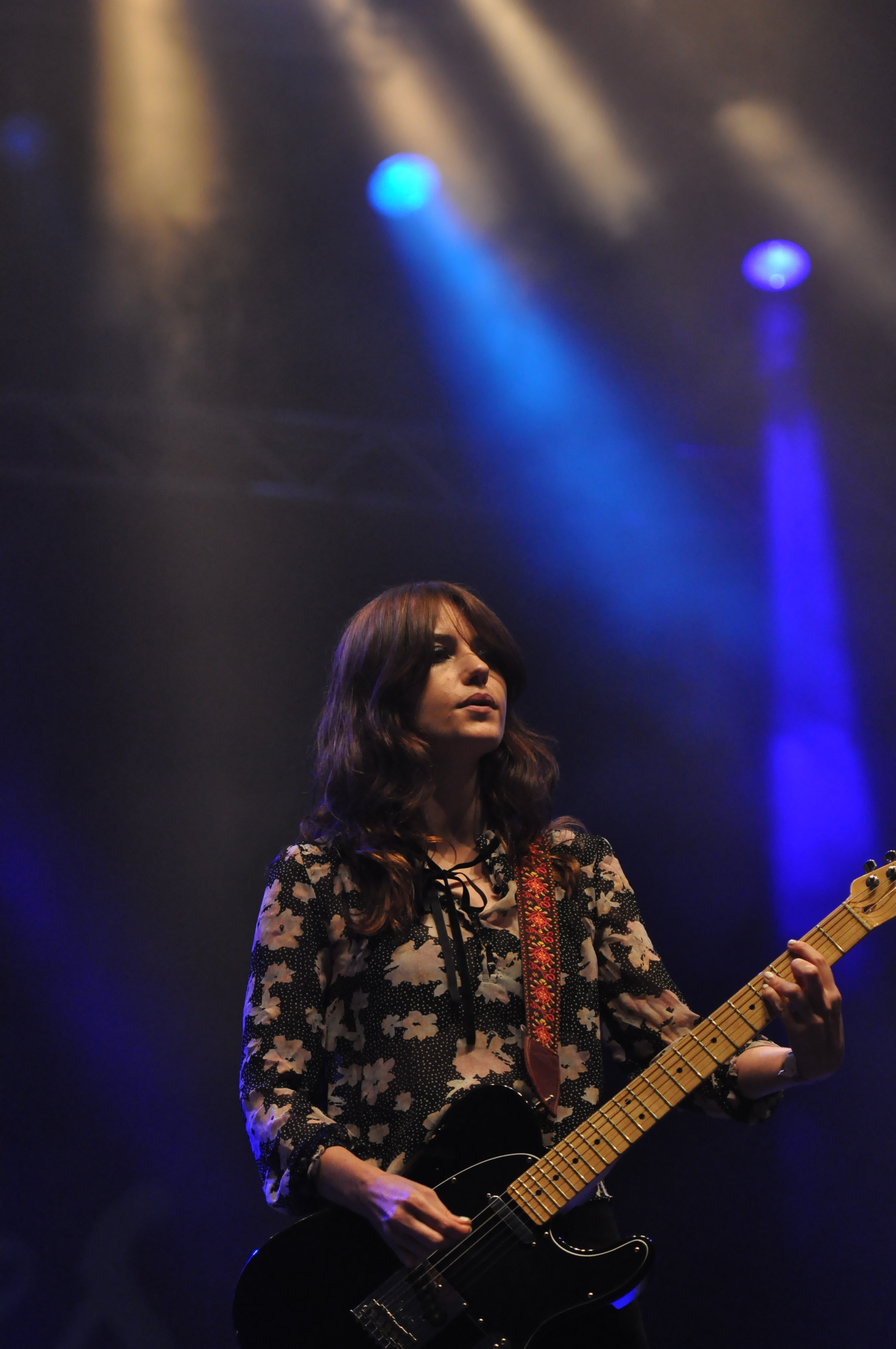
Laura-Mary Carter 2014
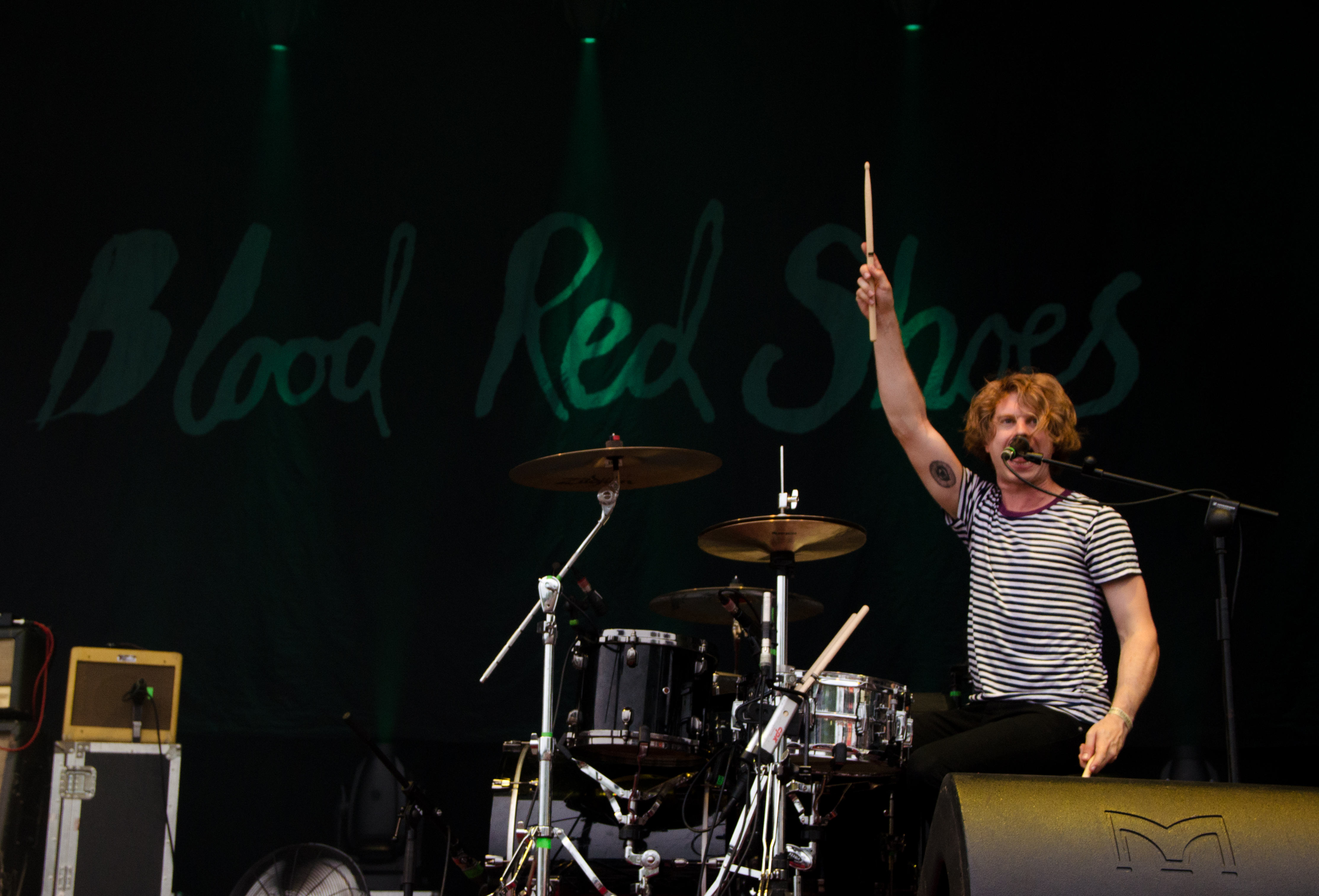
Steven Ansell 2014
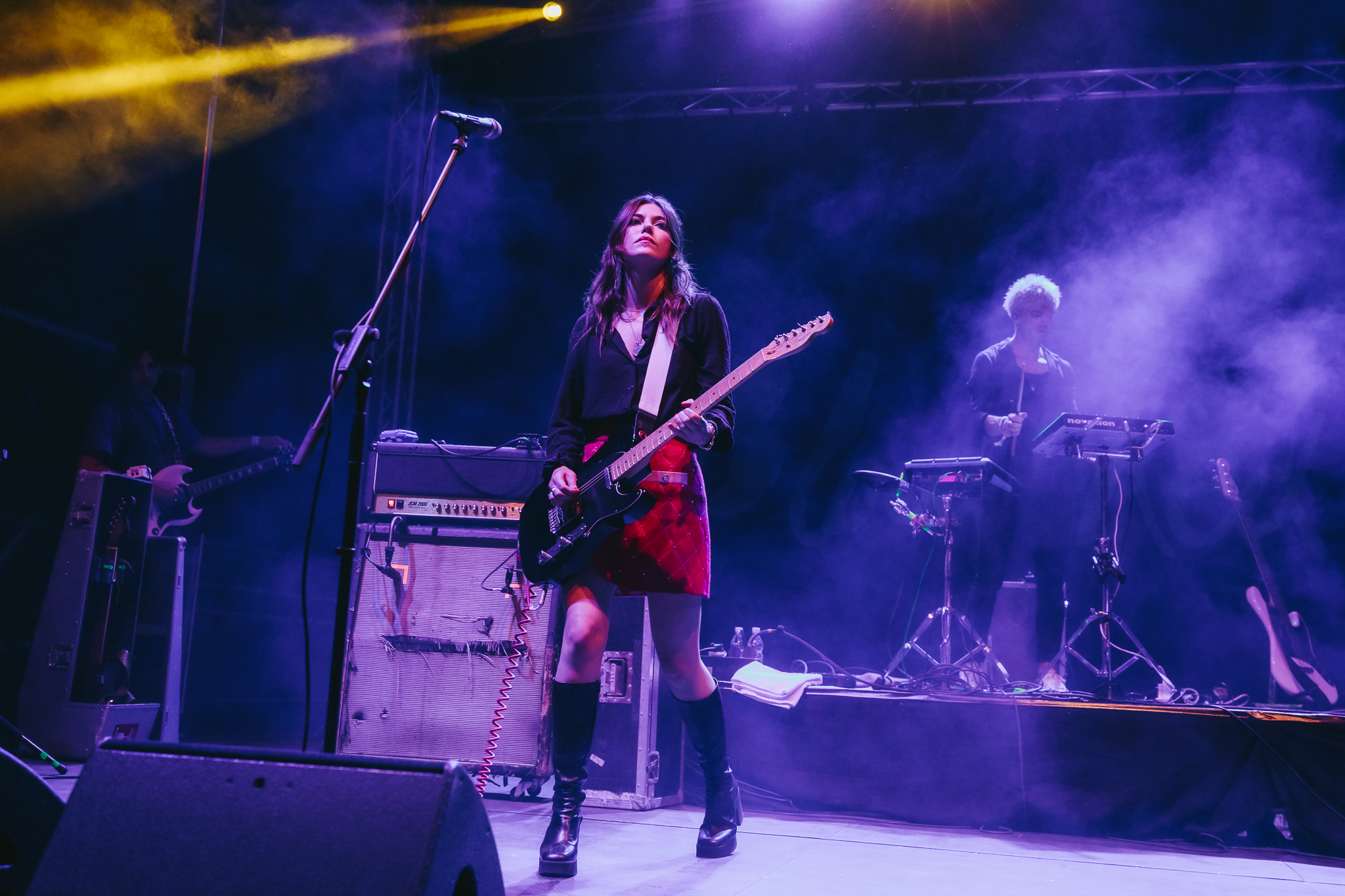
Blood Red Shoes 2022

## Stil
Der Stil der Band kann bereits ab Erscheinen von A.D.H.D als Alternative Rock beschrieben werden. Eine Einordnung in das Subgenre Indie-Rock lehnt die Band wegen ihres Vertrags mit einem Major-Label ab.

## Diskografie

### Alben
- 14. April 2008 – Box of Secrets
- 26. Februar 2010 – Fire Like This
- 23. März 2012 – In Time to Voices
- 3. März 2014 – Blood Red Shoes
- 27. November 2015 – Tied at the Wrist: Early Recordings
- 25. Januar 2019 – Get Tragic
- 14. Januar 2022 – Ghosts on Tape

### EPs
- Juli 2005 – Victory for the Magpie
- 2007 – I'll Be Your Eyes
- 21. Januar 2013 – Water

### Singles
- 20. Februar 2006 – Stitch Me Back / Meet Me at Eight
- 15. Mai 2006 – A.D.H.D
- 20. November 2006 – You Bring Me Down
- 11. Juni 2007 – It's Getting Boring by the Sea
- 29. Oktober 2007 – I Wish I Was Someone Better
- 4. Februar 2008 – You Bring Me Down (Neu-Veröffentlichung)
- 7. April 2008 – Say Something, Say Anything
- 7. Juli 2008 – This Is Not for You
- 22. Februar 2010 – Light It Up
- 10. Mai 2010 – Don't Ask
- 16. August 2010 – Heartsink
- 19. März 2012 – Cold
- 14. Mai 2012 – Lost Kids
- 18. Januar 2013 – Red River
- Februar 2013 – The Silence and the Drones
- 11. März 2013 – Split Covers (Get Off My Ghost Train) (mit Pulled Apart by Horses)